# Jiang Ranxin
Jiang Ranxin (en chino: 姜冉馨; 2 de mayo de 2000) es una deportista china que compite en tiro, en la modalidad de pistola.
Participó en los Juegos Olímpicos de Tokio 2020, obteniendo dos medallas, oro en pistola 10 m mixto (junto con Pang Wei) y bronce en pistola de aire 10 m. Ganó cinco medallas en el Campeonato Mundial de Tiro, en los años 2022 y 2023.

## Palmarés internacional
| Juegos Olímpicos   | Juegos Olímpicos  | Juegos Olímpicos  | Juegos Olímpicos   |
| Año                | Lugar             | Medalla           | Prueba             |
| ------------------ | ----------------- | ----------------- | ------------------ |
| 2020               | Tokio (Japón)     | Medalla de oro    | Pistola 10 m mixto |
| 2020               | Tokio (Japón)     | Medalla de bronce | Pistola 10 m       |
| Campeonato Mundial |                   |                   |                    |
| Año                | Lugar             | Medalla           | Prueba             |
| 2022               | El Cairo (Egipto) | Medalla de oro    | Pistola 50 m       |
| 2022               | El Cairo (Egipto) | Medalla de oro    | Pistola 50 m mixto |
| 2022               | El Cairo (Egipto) | Medalla de bronce | Pistola 10 m mixto |
| 2023               | Bakú (Azerbaiyán) | Medalla de oro    | Pistola 10 m       |
| 2023               | Bakú (Azerbaiyán) | Medalla de bronce | Pistola 10 m mixto |